# Amavida
Amavida ist ein Ort und eine zentralspanische Gemeinde (municipio) mit 133 Einwohnern (Stand: 2024) im Zentrum der Provinz Ávila in der Autonomen Gemeinschaft Kastilien-León. Zur Gemeinde gehört auch der ca. 50 Einwohner zählende Weiler Pascual Muñoz.

## Lage
Der Ort Amavida liegt im äußersten Westen des Valle de Amblés auf der Nordseite des Iberischen Scheidegebirges in einer Höhe von ca. 1170 m ü. d. M. Die Stadt Ávila ist gut 39 km (Fahrtstrecke) in nordöstlicher Richtung entfernt. Der Río Adaja, ein Nebenfluss des Duero, fließt etwa 2 km südlich am Ort vorbei. Das Klima im Winter ist kühl, im Sommer dagegen trotz der Höhenlage durchaus warm; die geringen Niederschlagsmengen (ca. 455 mm/Jahr) fallen – mit Ausnahme der nahezu regenlosen Sommermonate – verteilt übers ganze Jahr.

## Bevölkerungsentwicklung
| Jahr      | 1857 | 1900 | 1950 | 2000 | 2017 |
| Einwohner | 468  | 472  | 527  | 198  | 139  |

Der kontinuierliche Bevölkerungsrückgang seit den 1950er Jahren ist im Wesentlichen auf die Mechanisierung der Landwirtschaft und den damit einhergehenden Verlust an Arbeitsplätzen zurückzuführen.

## Wirtschaft
Die Landwirtschaft (vor allem die Viehzucht) spielt traditionell die größte Rolle im früher auf Selbstversorgung basierenden Wirtschaftsleben der Gemeinde. Einnahmen aus dem Tourismus in Form der Vermietung von Ferienwohnungen (casas rurales) sind seit den letzten Jahrzehnten des 20. Jahrhunderts hinzugekommen.

## Geschichte
Im ersten Jahrtausend v. Chr. gehörte das Gemeindegebiet zum Siedlungsgebiet der keltischen Vettonen. Römische, westgotische und selbst arabisch-maurische Spuren fehlen. Im 11. und 12. Jahrhundert wurde das Valle de Amblés von den Christen wahrscheinlich mehr oder weniger kampflos zurückerobert (reconquista) und anschließend neu oder wieder besiedelt (repoblación).

## Sehenswürdigkeiten

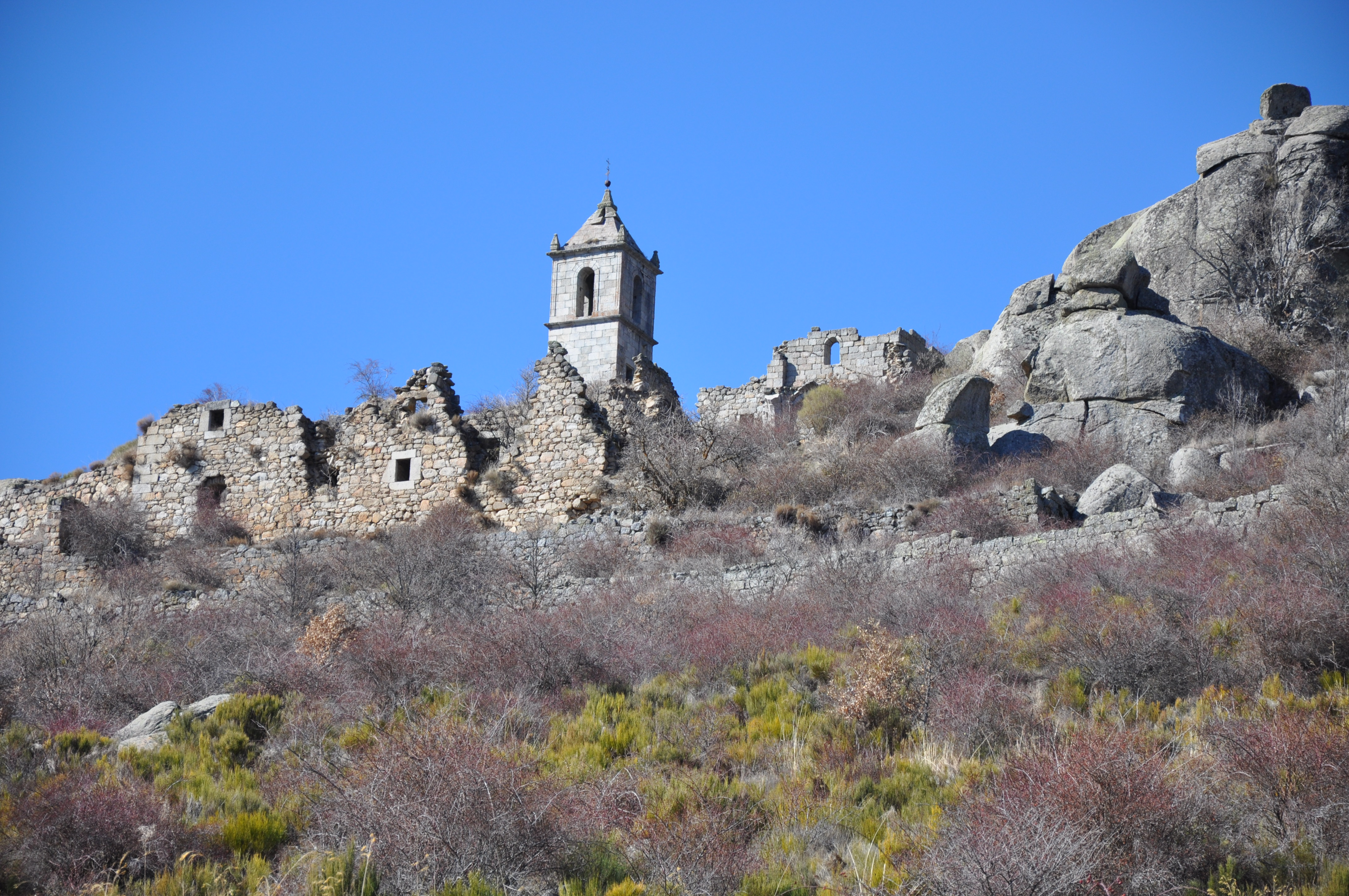
Monasterio de Nuestra Señora del Risco

- Die kleine Pfarrkirche San Juan Bautista stammt aus dem 15./16. Jahrhundert; sie wurde im 18. Jahrhundert auf der Südseite durch eine Vorhalle (portico) mit Annexräumen erweitert und aufgewertet. Das Kirchenschiff wird von einer für die Gegend typischen Artesonado-Holzdecke überspannt; ein geschnitztes Altarretabel (retablo) im Stil des Churriguerismus schmückt die Apsis.[5][6]

Umgebung
- Die circa acht Kilometer nordwestlich des Ortes gelegenen Ruinen des in eine eindrucksvolle Felslandschaft eingebetteten Augustiner-Klosters (Monasterio de Nuestra Señora del Risco) können im Rahmen einer Wanderung erkundet werden (40° 35′ 30″ N, 5° 5′ 35″ W). Im Kloster, welches im Jahr 1835 aufgelöst wurde, befand sich einst eines der bedeutendsten Tafelgemälde des ausgehenden Mittelalters – eine Madonna mit auf ihrem Knie stehenden Jesuskind von Petrus Christus (heute im Museo del Prado in Madrid).[7]
- An der Straße zum Nachbarort Muñotello steht die Ermita de Nuestra Señora de Izquierdos.[8]